# Bangladesh van A tot Z

Locatie van Bangladesh

## A
Awami Liga - Aziatische weg 1 - Aziatische weg 2

## B
Bagerhat (stad) - Bagerhat (zila) - Bangladesh - Presidenten van Bangladesh - Barisal (divisie) - Barisal (zila) - Bengaals - Bestuurlijke indeling van Bangladesh - Brits Gemenebest

## C
Chakma (taal) - Chuadanga (stad) - Chuadanga (zila) - Chittagong (divisie) - Chittagong (stad) - Chittagong (zila)

## D
Dhaka (divisie) - Dhaka (stad) - Dhaka (zila) - Districten van Bangladesh - Divisies van Bangladesh - Doodstraf in Bangladesh

## F
Faridpur (stad in Bangladesh) - Faridpur (zila)

## G
Ganges - Gangesdelta - Gangesgaviaal - Gazipur (stad) - Gazipur (zila) - Gemenebest van Naties - Golf van Bengalen - Gopalganj (stad in Bangladesh) - Gopalganj (zila)

## H
Habiganj (stad) - Habiganj (zila) - George Harrison - Hindoeïsme

## I
Indisch subcontinent - Islam - ISO 3166-2:BD

## J
Jamalpur (stad) - Jamalpur (zila) - Jessore (stad) - Jessore (zila) - Jhenaidah (stad) - Jhenaidah (zila)

## K
Kishoreganj (stad) - Kishoreganj (zila) - Khulna (divisie) - Khulna (stad) - Khulna (zila) - Kushtia (stad) - Kushtia (zila)

## M
Madaripur (stad) - Madaripur (zila) - Magura (stad) - Magura (zila) - Manikganj (stad) - Manikganj (zila) - Maulvi Bazar (stad) - Maulvi Bazar (zila) - Meherpur (stad) - Meherpur (zila) - Munshiganj (stad) - Munshiganj (zila) - Mymensingh (stad) - Mymensingh (zila)

## N
Narail (stad) - Narail (zila) - Narayanganj (stad) - Narayanganj (zila) - Narsingdi (stad) - Narsingdi (zila) - Netrakona (stad) - Netrakona (zila) - Nilphamari (stad) - Nilphamari (zila)

## O
Oost-Pakistan

## R
Mujibur Rahman - Rajbari (stad) - Rajbari (zila) - Rajshahi (divisie) - Rajshahi (stad) - Rangpur (divisie) - Rangpur (stad)

## S
Satkhira (stad) - Satkhira (zila) - Shariatpur (stad) - Shariatpur (zila) - Sherpur (stad) - Sherpur (zila) - Sunamganj (stad) - Sunamganj (zila) - Sylhet (divisie) - Sylhet (stad) - Sylhet (zila)

## T
Taka - Tangail (stad) - Tangail (zila) - Tungipara

## V
Vuurwerk